# Стэнли, Хелен
Хе́лен Стэ́нли (англ. Helene Stanley; 17 июля 1929, Гэри, Индиана, США — 27 декабря 1990 года, Лос-Анджелес, Калифорния, США) — американская актриса кино и телевидения и танцовщица.

## Биография
Долорес Диана Фреймас родилась 17 июля 1929 года. Свою карьеру она начала в возрасте 14 лет, сыграв роль Салли в фильме «Город девчонок» (1942).
Хелен Стэнли также поработала на студии «Дисней» в качестве живой модели для героинь диснеевских мультфильмов, таких как Золушка (одноимённый мультфильм 1950 года), принцесса Аврора («Спящая красавица») и Анита Рэдклифф («Сто один далматинец»), и в роли Полли Крокет в сериале «Дэйви Крокет».
Хелен Стэнли скончалась 27 декабря 1990 года. Причина её смерти до сих пор неизвестна.

## Личная жизнь
В период с 1953 по 1955 года, она была замужем за Джонни Стомпанато, телохранителем гангстера Микки Коэна. Позднее, где-то в 1959 году, она вышла замуж за некого Дэвида Ниэметса, и родив ему сына в 1961 году, Стэнли официально покинула шоу-бизнес.